# Bataille de Sirmium
Guerres entre Byzantins et Hongrois
La bataille de Sirmium ou bataille de Zemun se déroule le 8 juillet 1167 entre l'Empire byzantin et le royaume de Hongrie. Les Byzantins remportent une victoire décisive, forçant les Hongrois à demander la paix aux conditions des Byzantins.

## Contexte
Au cours des décennies 1150 et 1160, le royaume de Hongrie étend son territoire et son influence dans le but d'annexer les régions de Dalmatie et de Croatie. Ces visées entraînent des tensions avec l'Empire byzantin qui perçoit l'expansion hongroise comme une menace à la domination byzantine sur les Balkans. Les empereurs byzantins lancent plusieurs attaques contre le royaume de Hongrie et soutiennent régulièrement des prétendants au trône.
Manuel Ier Comnène trouve une manière diplomatique et dynastique de lier le royaume de Hongrie à l'empire. En 1163, selon les termes d'un traité de paix existant, Béla III de Hongrie, le plus jeune frère du roi Étienne III de Hongrie est envoyé à Constantinople pour être élevé sous le parrainage de l'empereur en personne. Comme les parents de Manuel (sa mère est une princesse hongroise) et le fiancé de sa fille, Béla devient despote (un titre nouvellement créé pour lui) et en 1165, il est désigné comme héritier au trône byzantin, prenant le nom d'Alexis. Du fait qu'il est aussi l'héritier du trône hongrois, une union entre les deux États devient une possibilité. Toutefois, en 1167, Étienne refuse de donner à Manuel le contrôle des anciens territoires byzantins confiés à Béla comme apanage. Cela conduit directement à la guerre qui se termine par la bataille de Sirmium.
En 1167, des problèmes de santé empêchent Manuel d'entrer en campagne en personne. De fait, il nomme son neveu, le mégaduc Andronic Kontostéphanos à la tête de l'armée de campagne, avec l'ordre d'amener l'armée hongroise à combattre.

## Bataille

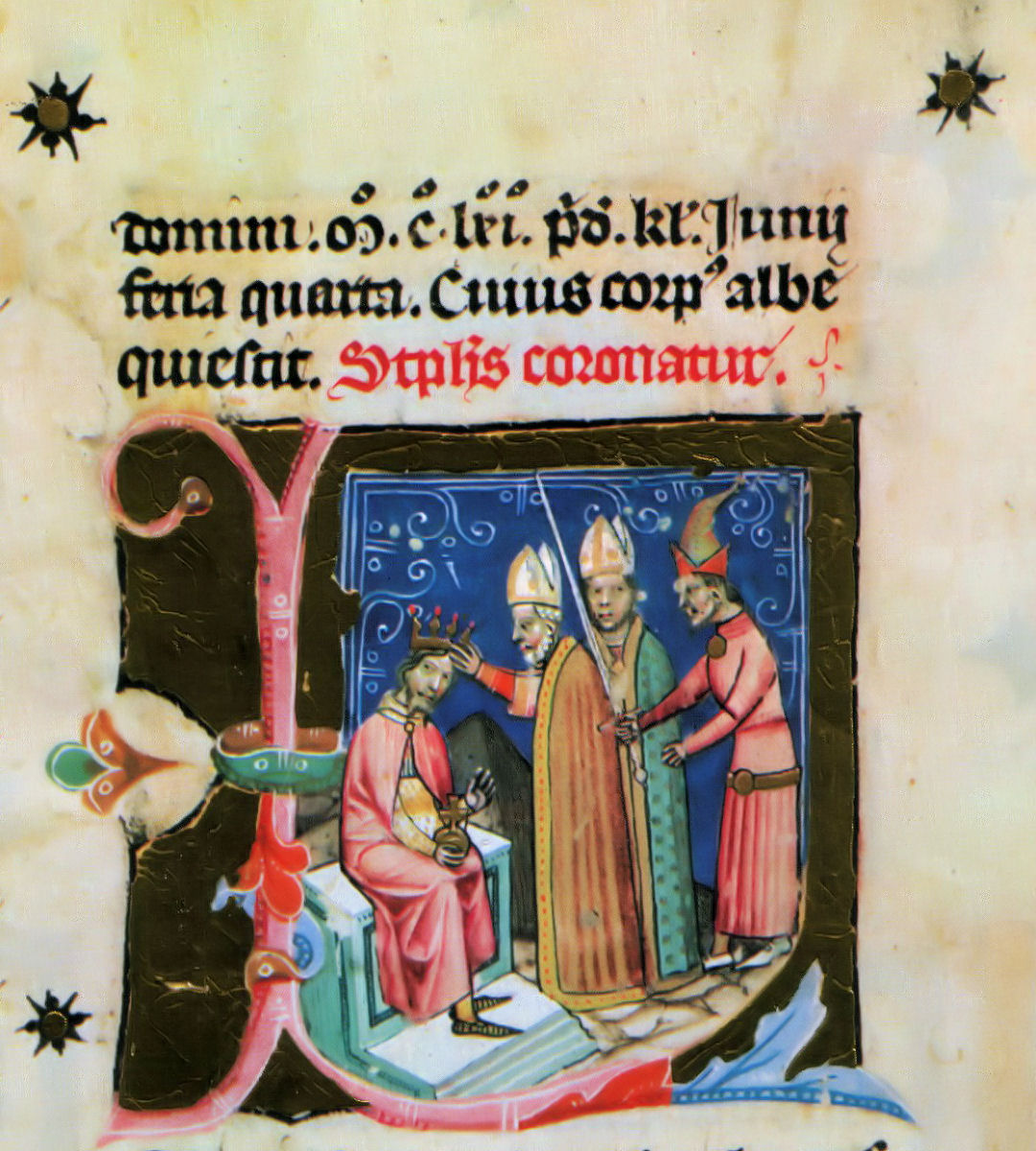
Couronnement d'Étienne III de Hongrie.

Durant le début de l'été 1167, l'armée byzantine dirigée par Andronic parvient à attirer une force hongroise à combattre près de Sirmium. Selon l'historien byzantin Jean Cinnamus, la disposition des deux armées est la suivante :
L'armée byzantine est composée d'un tiers de troupes étrangères et de deux tiers de troupes « nationales » byzantines. Elle est disposée en trois divisions, à peu de distance de la rivière Sava qui se trouve sur leurs arrières. La principale ligne est protégée par un écran d'archers à cheval (des Turcs et des Coumans) et par quelques chevaliers mercenaires occidentaux, qui forment l'avant-garde de l'armée. Le centre est constitué des formations de l'arrière-garde lors de la marche. Il est dirigé par Andronic Kontostéphanos et comprend des unités de la garde impériale dont des soldats de la garde varangienne et de l'hétairie, des unités de mercenaires italiens de Lombardie (probablement des lanciers) et un contingent allié de 500 fantassins serbes ainsi que de la cavalerie valaque. L'aile gauche est composée de troupes régulières byzantines et d'unités alliées arrangées en quatre taxiarches (ou brigades) sous la direction de Démétrius et George Branas, Tatikios Aspiétès et Kogh Vasil. Sur la droite se trouvent les unités d'élite byzantines et des mercenaires allemands et turcs. Ces troupes sont dirigés par le chartulaire Andronic Lampardas et probablement Jean Kontostéphanos, le frère du mégaduc. Derrière chacune de ces trois divisions et en accord avec la pratique habituelle des Byzantins, des unités sont disposées pour couvrir les flancs byzantins ou prendre de flanc l'adversaire et l'attaquer par derrière si l'opportunité se présente. Enfin, derrière le centre se trouve la réserve constituée de trois taxiarches d'infanterie et d'archers, soutenus par des Turcs lourdement armés (probablement des fantassins),.
Dénes, comte de Bàcs (appelé Dionysios dans les sources byzantines), commandant des troupes hongroises, dispose son armée en trois divisions sur une seule ligne de bataille. Bien que les sources byzantines disent qu'il mélange l'infanterie et la cavalerie indistinctement, cela reflète probablement une organisation avec l'infanterie au centre et la cavalerie derrière. C'est clairement sur cette dernière que les Hongrois font reposer le succès de leur attaque. Choniatès décrit l'armée hongroise comme étant composée de chevaliers, d'archers et d'infanterie légère. Les armées hongroises de l'époque manquent souvent d'infanterie et les sources byzantines confondent probablement les domestiques avec de l'infanterie. Les soldats situés au premier rang de la cavalerie hongroise sont décrits comme ayant de lourdes armures et montant des chevaux eux-mêmes dotés de lourdes armures.
La bataille commence avec l'action des troupes légères byzantines qui harcèlent les lignes ennemies avec des flèches et les poussent à lancer une charge devant laquelle ils doivent se replier. Cette tactique est efficace et l'ensemble de la ligne hongroise se lance en avant. L'aile gauche byzantine, à l'exception des brigades dirigées par Kogh Vasil et Tatikios, est immédiatement repoussée et brisée, peut-être dans une retraite feinte, vers la rivière. Là, elle se reconstitue. Au centre et sur la droite byzantine, l'offensive hongroise est contenue. La droite byzantine lance ensuite une contre-attaque et au même moment, les unités reconstituées de l'aile gauche réengagent le combat, attaquant les Hongrois qui sont retenus par les deux brigades byzantines qui ne se sont pas repliées. Andronic Lampardos lance ensuite une offensive contre les troupes entourant le commandant hongrois et les contraint à s'arrêter. Une mêlée meurtrière s'ensuit lors de laquelle la cavalerie lourde byzantine se sert de ses masses d'arme. La bataille atteint alors son point décisif. Face à l'intensité de la bataille, Kontostéphanos déploie ses réserves restantes. Il lance une contre-attaque au centre et ordonne à l'infanterie d'avancer tout le long de la ligne de front, ce qui contraint les Hongrois à reculer. Ces derniers commencent à voir leurs formations se briser dans le désordre et l'ensemble de l'armée se met à fuir. Les Byzantins capturent le principal train de ravitaillement adverse, monté sur des bœufs. Le cheval de guerre du comte Dénès est aussi capturé bien que le commandant hongrois parvienne à s'enfuir. La plupart des fuyards hongrois sont tués ou capturés par une flottille byzantine opérant sur la rivière qu'ils doivent traverser pour se mettre en sécurité. Cinq commandants hongrois sont capturés avec 800 soldats. Le jour suivant, l'armée byzantine pille le camp adverse abandonné,.

## Conséquences
Les Hongrois demandent la paix aux conditions des Byzantins et reconnaissent le contrôle de l'empire sur la Bosnie, la Dalmatie et la Croatie au sud de la rivière Krka et du massif de la Fruška Gora. Ils acceptent aussi de donner des otages, de payer un tribut aux Byzantins et de fournir des troupes sur demande. La bataille de Sirmium complète l'œuvre de Manuel de sécurisation de sa frontière septentrionale.
Quand le propre fils de Manuel naît, Béla est privé de son titre de despote et de sa position d'héritier au trône. En 1172, Étienne III meurt et Béla, avec l'aide de l'empereur Manuel, s'empare du trône hongrois. Béla doit jurer loyauté à l'empire jusqu'à la mort de Manuel. Toutefois, cela ne l'empêche pas de conquérir des terres contrôlées par les Byzantins.